# Заходь – не бійся, виходь – не плач
«Заходь – не бійся, виходь» – українсько-російський кінофільм режисера Романа Барабаша, що вийшов на екрани в 2008 році.

## Зміст
Не гавкає, не кусає, а в будинок не пускає. Це загадка про звичайний замок. Та є замки, які в будинок впускають, але не випускають. У квартирі підприємиці Стелли стояв саме такий, який, через поломку, відкрити зсередини було неможливо. Одного разу, у новорічну ніч, в квартиру таємно проникли: коханець Стелли, колишній чоловік і її співробітниця. Кожен із них прокрався у будинок зі своїми інтересами, але під замком їм вдалося звільнитися від багажу проблем і щасливо зустріти Новий рік.

## Ролі
| Актор               | Роль                       |
| ------------------- | -------------------------- |
| Лянка Гриу          | -                          |
| Андрій Соколов      | -                          |
| Ніна Антонова       | Федора Гаврилівна, сусідка |
| Олександр Баширов   | -                          |
| Михайло Богдасаров  | -                          |
| Анжеліка Вольська   | -                          |
| Дмитро Лаленков     | -                          |
| Андрій Нагорнов     | -                          |
| Олександр Ясинський | -                          |
| Олександр Фуртас    | -                          |

## Знімальна група
- Режисер — Роман Барабаш
- Сценарист — Володимир Жовнорук, Микола Рибалка
- Продюсер — Едуард Євтушенко, Влад Ряшин, Олексій Терентьєв
- Композитор — Олексій Лавриненко, Андрій Мішин